# Batesia (insecto)
Batesia es un género monotípico de lepidópteros perteneciente a la familia Nymphalidae. Su única especie Batesia hypochlora C. & R. Felder, 1862, es originaria de América donde se distribuye por el alto Amazonas, Ecuador y Perú.
Las larvas se alimentan de especies del género Caryodendron.